# Mistrzostwa Polski w Boksie 2000
71. Mistrzostwa Polski w Boksie (mężczyzn) odbyły się w dniach 16-20 lutego 2000 w Płońsku.

## Medaliści
| Kategoria:                        | Złoto:                                   | Srebro:                                 | Brąz:                                                                        |
| waga papierowa (do 48 kg)         | Łukasz Migacz (Energetyk Jaworzno)       | Patryk Krak (Walka Zabrze)              | Marcin Jaworek (Gwardia Warszawa)                                            |
| waga musza (do 51 kg)             | Andrzej Rżany (Gwardia Wrocław)          | Andrzej Ziora (06 Kleofas Katowice)     | Przemysław Maszczyk (06 Kleofas Katowice) Jakub Nawrocki (Imex Jastrzębie)   |
| waga kogucia (do 54 kg)           | Krzysztof Wróblewski (Zawisza Bydgoszcz) | Jerzy Struzik (Energetyk Jaworzno)      | Jacek Haraś (Gwarek Łęczna) Tomasz Krzywda (KSZO Ostrowiec)                  |
| waga piórkowa (do 57 kg)          | Krzysztof Szot (Walka Zabrze)            | Marcin Stankiewicz (Gwarek Łęczna)      | Tomasz Krawczyk (Gwardia Warszawa) Sebastian Pawłowski (Gwarmet Dzierżoniów) |
| waga lekka (do 60 kg)             | Aleksander Nycz (Gwarek Łęczna)          | Stanisław Mazur (Gwardia Wrocław)       | Rafał Chrapek (Energetyk Jaworzno) Sebastian Jaszowski (AKS Strzegom)        |
| waga lekkopółśrednia (do 63,5 kg) | Artur Bojanowski (Wda Świecie)           | Sławomir Malinowski (Imex Jastrzębie)   | Robert Osmólski (Start Włocławek) Aleksander Toczek (Energetyk Jaworzno)     |
| waga półśrednia (do 67 kg)        | Mariusz Cendrowski (Gwardia Wrocław)     | Marcin Piątkowski (Start Włocławek)     | Sławomir Ziemlewicz (Gwardia Warszawa) Artur Zwarycz (Gwardia Wrocław)       |
| waga lekkośrednia (do 71 kg)      | Robert Gortat (Energetyk Jaworzno)       | Przemysław Pęczyński (Gwarek Łęczna)    | Arkadiusz Chowaniak (Gwardia Wrocław) Tomasz Kiczyński (Halex Elbląg)        |
| waga średnia (do 75 kg)           | Paweł Kakietek (Gwardia Warszawa)        | Maciej Jankowski (Zawisza Bydgoszcz)    | Sebastian Cichosz (Imex Jastrzębie) Sebastian Kalaczyński (Halex Elbląg)     |
| waga półciężka (do 81 kg)         | Piotr Wilczewski (Gwardia Wrocław)       | Tomasz Chwoszcz (Halex Elbląg)          | Józef Gilewski (Energetyk Jaworzno) Zbigniew Górecki (Imex Jastrzębie)       |
| waga ciężka (do 91 kg)            | Wojciech Bartnik (Gwardia Wrocław)       | Krzysztof Włodarczyk (Gwardia Warszawa) | Michał Kwietniewski (Gwardia Wrocław) Piotr Ścieżko (Gwardia Warszawa)       |
| waga superciężka (powyżej 91 kg)  | Grzegorz Kiełsa (Hetman Białystok)       | Henryk Zatyka (Walka Zabrze)            | Tomasz Bonin (Halex Elbląg) Ryszard Raszkiewicz (Imex Jastrzębie)            |